# Список флагов Таджикистана
На этой странице представлен список флагов, использующихся или использовавшихся на территории современного Таджикистана.

### Государственный флаг
| Флаг | Годы   | Использование               | Описание |
| ---- | ------ | --------------------------- | --- |
|      | 1992 — | Флаг Республики Таджикистан | Состоит из трёх горизонтальных полос: верхней — красной, средней — белой и нижней — зелёной в соотношении между собой по ширине как 2:3:2. В центре флага изображена золотая стилизованная корона с полукругом из семи 5-конечных звёзд над ней. |

## Штандарт Президента Республики Таджикистан
| Флаг | Годы   | Использование                              | Описание |
| ---- | ------ | ------------------------------------------ | --- |
|      | 1993 — | Штандарт Президента Республики Таджикистан | Штандарт Президента Республики Таджикистан представляет собой прямоугольное полотнище, которое состоит из трёх горизонтально расположенных цветных полос: верхняя полоса красного цвета, равная ей по ширине нижняя полоса зелёного цвета; средняя белая полоса, составляющая полторы ширины одной из цветных полос. Окаймление Штандарта равно 50 мм, расшито золотыми нитями ручной работы и украшено бахромой. Соотношение ширины к длине Штандарта равно 1:2. В центре Штандарта изображен «Дирафши Кавиян». |

## Исторические флаги
| Флаг | Годы                    | Использование                                                                    | Описание |
| ---- | ----------------------- | -------------------------------------------------------------------------------- | --- |
|      | 1370 — 1526             | Флаг государства Тимуридов.                                                      | |
|      | 1785 — 1870             | Флаг Бухарского эмирата                                                          | |
|      | 1917 — 1918             | Флаг Кокандской автономии                                                        | |
|      | 1858 — 1883             | Флаг Российской империи                                                          | Прямоугольное полотнище с тремя равновеликими горизонтальными полосами: верхняя полоса чёрная, средняя — жёлтая и нижняя — белая.                                                                        |
|      | 1883 — 1917             | Флаг Российской империи                                                          | Прямоугольное полотнище с тремя равновеликими горизонтальными полосами: верхняя полоса белая, средняя — синяя и нижняя — красная.                                                                        |
|      | 1813 — 1917             | Андреевский флаг, Военно-морской флаг Российской империи и Российской Федерации. | Синий Андреевский крест на белом поле |
|      | 1921 — 1923             | Флаг Бухарской Народной Советской Республики                                     | Две горизонтальные полосы: верхняя — зелёная и нижняя — красная, с изображением посредине золотых полумесяца и звезды, внутри которой находятся красные серб и молот. В крыже помещены буквы Б. Н. С. Р. |
|      | 14.08.1923 — 19.09.1924 | Флаг Бухарской Народной Советской Республики                                     | |
|      | 1919 — 1921             | Флаг Туркестанской АССР                                                          | |
|      | 1921 — 1924             | Флаг Туркестанской АССР                                                          | |
|      | февраль — апрель 1929   | Флаг Таджикской АССР                                                             | |
|      | 1929 —1931              | Флаг Таджикской АССР                                                             | |
|      | 04.1929 — 24.02.1931    | Флаг Таджикская ССР                                                              | |
|      | 24.02.1931 — 04.07.1935 | Флаг Таджикская ССР                                                              | |
|      | 04.07.1935 — 26.05.1936 | Флаг Таджикская ССР                                                              | |
|      | 26.05.1936 — 1938       | Флаг Таджикская ССР                                                              | |
|      | 1938 — 28.09 1940       | Флаг Таджикская ССР                                                              | |
|      | 28.09 1940—1953         | Флаг Таджикская ССР                                                              | |
|      | 20.04.1953 — 09.09.1991 | Флаг Таджикская ССР                                                              | |
|      | 09.09.1991 — 24.11.1992 | Флаг Таджикистана                                                                | |
|      | 1923 — 1955             | Государственный флаг СССР                                                        | красное полотнище с изображением в его верхнем углу у древка золотых серпа и молота и над ними красной пятиконечной звезды обрамлённой золотой каймой.                                                   |
|      | 1955 — 1991             | Государственный флаг СССР                                                        | незначительное изменение дизайна серпа и молота по сравнению с предыдущим флагом. |
|      | 1924 — 1935             | Военно-морской флаг СССР                                                         | |
|      | 1935 — 1950             | Военно-морской флаг СССР                                                         | |
|      | 1950 — 1992             | Военно-морской флаг СССР                                                         | Незначительные изменения размеров звезды и серпа и молота. |